# Università del Sacro Cuore (Tokyo)
L'Università del Sacro Cuore (聖心女子大学?, Seishin Joshi Daigaku) è una università femminile privata e cattolica giapponese per donne, situata nel distretto di Shibuya a Tokyo.
Fu fondata nel 1916, dalla Società del Sacro Cuore di Gesù, come scuola speciale. È una delle più antiche università femminili in Giappone.

## Dipartimenti
- Dipartimento di Lingua, comunicazione e cultura inglese
- Dipartimento di Lingua e Letteratura giapponese
- Dipartimento di Filosofia
- Dipartimento di Storia
- Dipartimento di Relazioni umane
- Dipartimento di Studi internazionali
- Dipartimento di Psicologia
- Dipartimento dell'Educazione

## Alunni famosi
- Michiko Shōda, imperatrice del Giappone
- Sadako Ogata, ex-alto commissario delle Nazioni Unite per i rifugiati